# Goldene Kamera 2003
Premiile Goldene Kamera în 2003 s-au acordat în Berlin.
| Goldene Kamera 2003                                              |
| ---------------------------------------------------------------- |
| Martina Gedeck - cea mai bună actriță                            |
| Monica Bleibtreu - cea mai bună actriță                          |
| Barbara Rudnik - cea mai bună actriță                            |
| Jürgen Vogel - cel mai bun actor                                 |
| Oliver Korittke - cel mai bun actor                              |
| Sebastian Koch - cel mai bun actor                               |
| Hugh Grant - cel mai bun film internațional- "About a Boy"       |
| Salma Hayek - cel mai bun film internațional - "Desperado"       |
| Die Hoffnung stirbt zuletzt - cel mai bun film TV                |
| No Angels - cel mai bun pop național - When the Angels Swing     |
| Helmut Lotti - cel mai bun pop clasic - "My Tribute to the King" |
| Anneke Kim Sarnau - cea mai bună tânără speranță                 |
| Matthias Schweighöfer - cea mai bună tânără speranță             |
| Mercedes-Benz - cea mai bună publcitate - Mika                   |
| Griseldis Wenner - cel mai bun moderator - Brisant               |
| Gute Zeiten, schlechte Zeiten - cel mai bun serial TV            |
| Susan Sideropoulos - cel mai bun serial TV                       |
| Lisa Riecken - cel mai bun serial TV                             |
| Yvonne Catterfeld - cel mai bun serial TV                        |
| Nina Bott - cel mai bun serial TV                                |
| Daniel Fehlow - cel mai bun serial TV                            |
| Raphael Vogt - cel mai bun serial TV                             |
| Wolfgang Bahro - cel mai bun serial TV                           |
| Johannes B. Kerner - cel mai bun talkshow                        |
| Die 80er Jahre Show - cel mai original talkshow                  |
| Dustin Hoffman - pentru opera vieții în filme                    |
| Elton John - pentru muzică                                       |
| Loriot - premiul onorific                                        |